# NGC 3585
NGC 3585 је елиптична галаксија у сазвежђу Хидра која се налази на NGC листи објеката дубоког неба.
Деклинација објекта је - 26° 45' 18" а ректасцензија 11h 13m 17,3s. Привидна величина (магнитуда) објекта NGC 3585 износи 9,9 а фотографска магнитуда 10,9. Налази се на удаљености од 17,692 милиона парсека од Сунца. NGC 3585 је још познат и под ознакама ESO 502-25, MCG -4-27-4, AM 1110-262, PGC 34160.